# Messerer Automobile Company
Messerer Automobile Company war ein US-amerikanischer Hersteller von Kraftfahrzeugen. Zwei Patente bestätigen diese Firmierung. Eine andere Quelle verwendet die Firmierung Stephen Messerer Automobile Company.

## Vorgeschichte
Stephen Messerer war Uhrmacher und Juwelier in Newark in New Jersey. Dort stellte er bereits 1897 einen Personenkraftwagen her und gründete dazu die S. Messerer Motor Wagon Company. Eine Serienproduktion fand nicht statt.

## Unternehmensgeschichte
1899 gründete er mit finanzieller Hilfe der örtlichen Geschäftsleute Joseph Fisch, Adolph Goldfinger und Julius E. Seitz das neue Unternehmen in der gleichen Stadt. Sie begannen mit der Produktion von Nutzfahrzeugen. Der Markenname lautete Messerer. 1901 kamen Pkw dazu. Im gleichen Jahr endete die Produktion.

## Fahrzeuge
Die Lastkraftwagen hatten Vierzylindermotoren.
Die Pkw von 1901 waren Highwheeler. Sie hatten einen Einzylindermotor mit 4 PS Leistung. Die Motorleistung wurde über Riemen an die Hinterachse übertragen. Der Aufbau war ein Stanhope. Die Höchstgeschwindigkeit war mit 19 km/h angegeben.